# Śmierć prezydenta
Śmierć prezydenta – polski film historyczny z 1977 roku w reżyserii Jerzego Kawalerowicza na podstawie scenariusza napisanego wraz z Bolesławem Michałkiem, przedstawiający okoliczności zamachu z 16 grudnia 1922 roku na Gabriela Narutowicza, pierwszego prezydenta Polski (w tej roli Zdzisław Mrożewski).
Śmierć prezydenta została wyprodukowana przez Zespół Filmowy „Kadr”; zdjęcia do filmu zrealizowali Witold Sobociński i Jerzy Łukaszewicz. Film został pozytywnie przyjęty przez krytyków filmowych, zdobywając między innymi Nagrodę Specjalną Jury na Festiwalu Polskich Filmów Fabularnych oraz Srebrnego Niedźwiedzia za reżyserię (dla Kawalerowicza) na Międzynarodowym Festiwalu Filmowym w Berlinie. Krytycy doceniali względny obiektywizm reżysera oraz pieczołowitą, wiarygodną rekonstrukcję dramatycznych wydarzeń z 1922 roku.

## Fabuła
Akcja filmu dzieje się pod koniec 1922 roku. Pełniący funkcję ministra spraw zagranicznych Gabriel Narutowicz – profesor, inżynier hydrotechnik – nieoczekiwanie dla siebie otrzymuje od prezesa PSL „Wyzwolenie”, Stanisława Thugutta, propozycję kandydowania na urząd prezydenta Rzeczypospolitej Polskiej. Jego zwycięstwo nad kandydatem Chrześcijańskiego Związku Jedności Narodowej, hrabią Maurycym Zamoyskim, odniesione dzięki poparciu lewicy i mniejszości narodowych (Żydów, Niemców, Ukraińców, Białorusinów), spotyka się z ostrym sprzeciwem endecji. Trwają gwałtowne protesty organizowane przez działaczy Chrześcijańskiego Związku Jedności Narodowej. W wyniku nagonki 16 grudnia 1922 roku Narutowicz ginie z ręki byłego endeka, malarza Eligiusza Niewiadomskiego, w trakcie zwiedzania wystawy w Zachęcie.

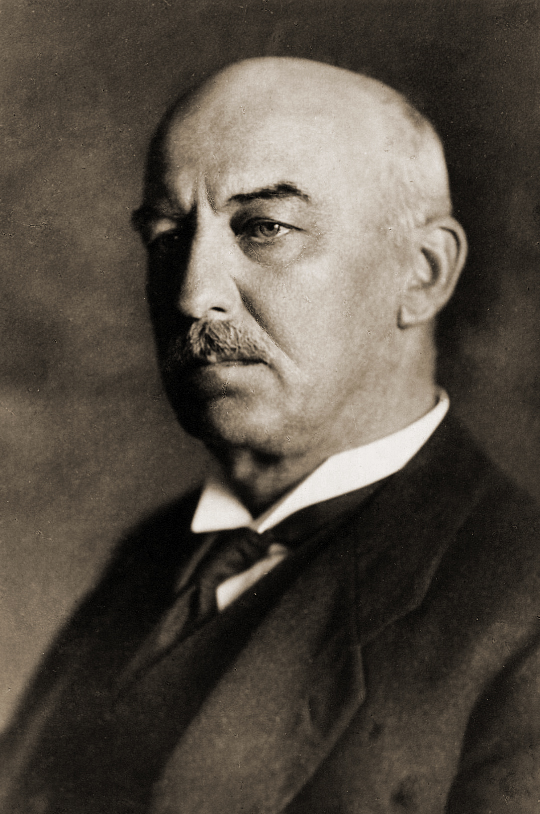
Gabriel Narutowicz
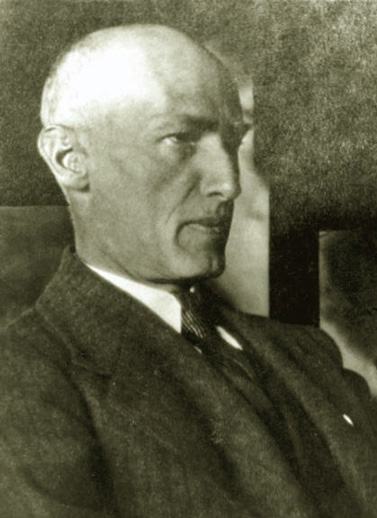
Eligiusz Niewiadomski

## Obsada
Źródło: Filmpolski.pl
- Zdzisław Mrożewski – prezydent Gabriel Narutowicz
- Marek Walczewski – malarz Eligiusz Niewiadomski
- Jerzy Duszyński – marszałek Józef Piłsudski
- Tomasz Zaliwski – Maciej Rataj, marszałek sejmu
- Roman Sikora – Wojciech Trąmpczyński, marszałek senatu
- Edmund Fetting – generał Józef Haller
- Czesław Byszewski – premier Julian Nowak
- Andrzej Krasicki – minister Antoni Kamieński
- Jerzy Sagan – Wincenty Witos
- Zbigniew Kryński – Stanisław Thugutt
- Lucjan Dytrych – Ignacy Daszyński
- Teodor Gendera – Marian Zyndram-Kościałkowski
- Henryk Bista – ksiądz Marceli Nowakowski
- Kazimierz Iwor – Herman Lieberman, poseł PPS
- Włodzimierz Saar – Stanisław Stroński
- Julian Jabczyński – hrabia Stefan Przezdziecki
- Janusz Sykutera – Stanisław Car
- Marian Godlewski – Bolesław Limanowski, senator PPS
- Józef Zbiróg – komunista Stanisław Łańcucki
- Tadeusz Sabara – Karol Kozłowski, prezes Zachęty
- Stanisław Marian Kamiński – poseł „Piasta”
- Andrzej Szenajch – poseł lewicy
- Paweł Łęski – endek
- Tadeusz Szaniecki – William Grenfell Max Müller, ambasador Wielkiej Brytanii
- Henryk Dudziński – Wojciech Korfanty
- Andrzej Grzybowski – Leopold Skulski, były premier
- Edmund Karwański – Łepkowski, zastępca szefa Kancelarii Prezydenta
- Tadeusz Kożusznik – poseł prawicy
- Andrzej Grąziewicz – fotograf
- Józef Kalita – kardynał Aleksander Kakowski
- Zdzisław Szymborski – asystent kardynała Kakowskiego
- Jack Recknitz – Delagneau, dziennikarz „Journal de Pologne”
- Adam Baumann – bojówkarz prawicy

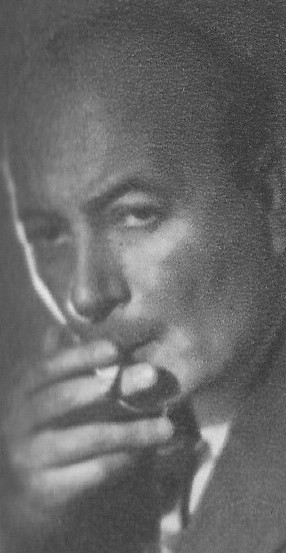
Zdzisław Mrożewski
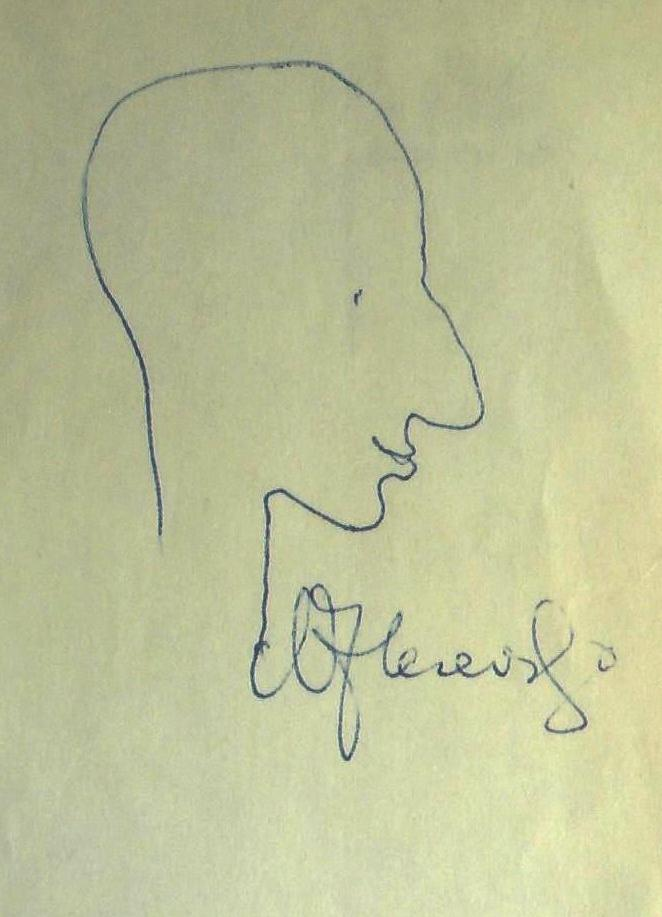
Marek Walczewski
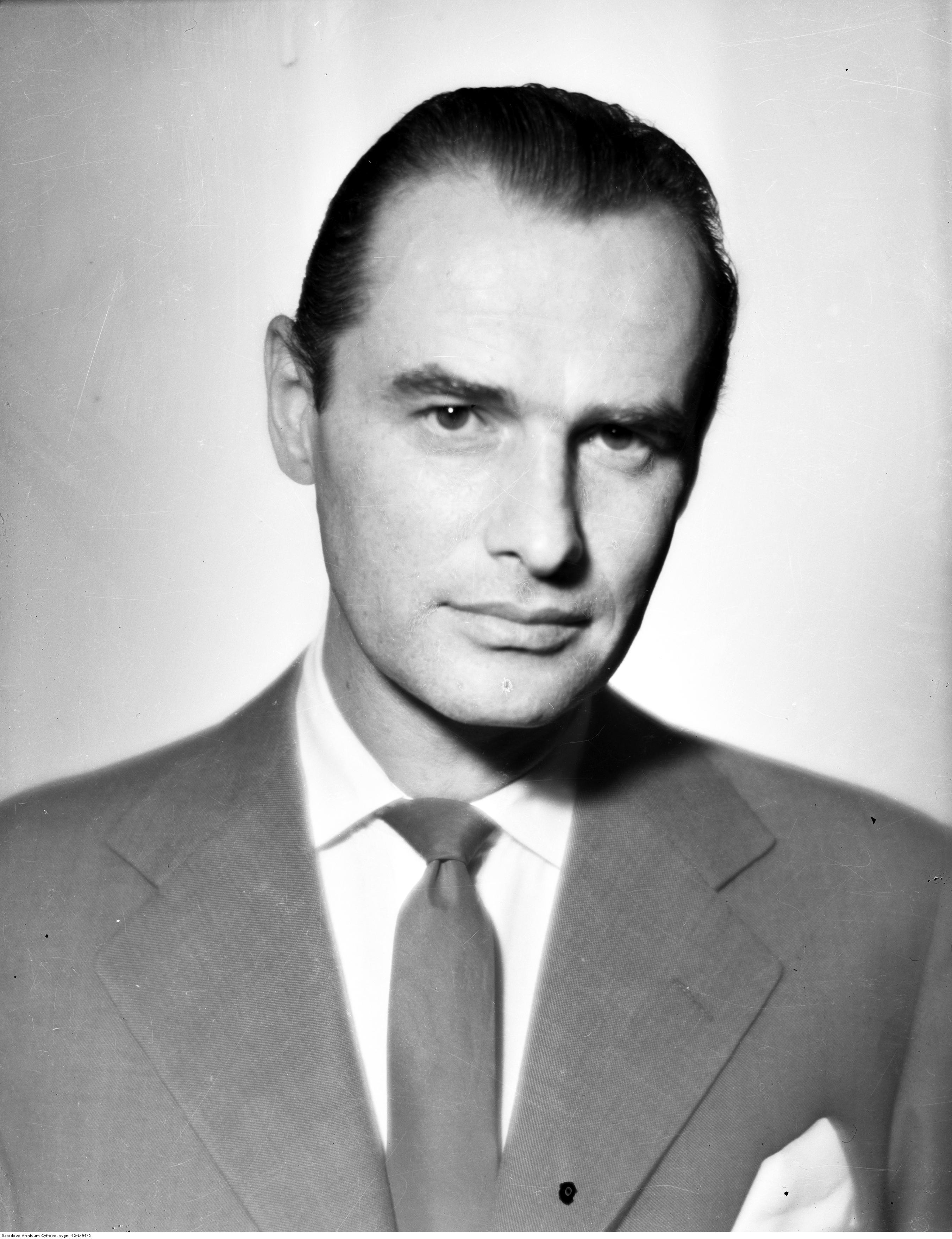
Jerzy Duszyński
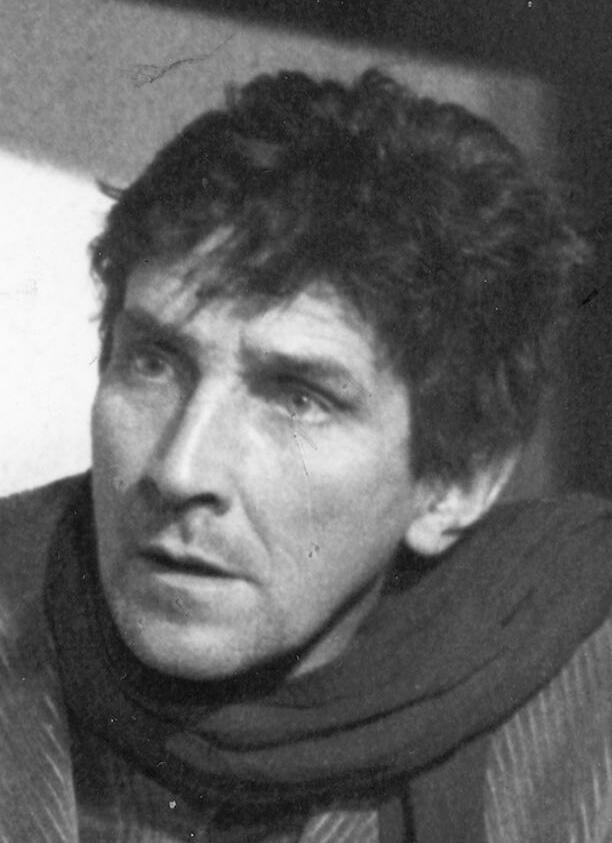
Tomasz Zaliwski

## Produkcja

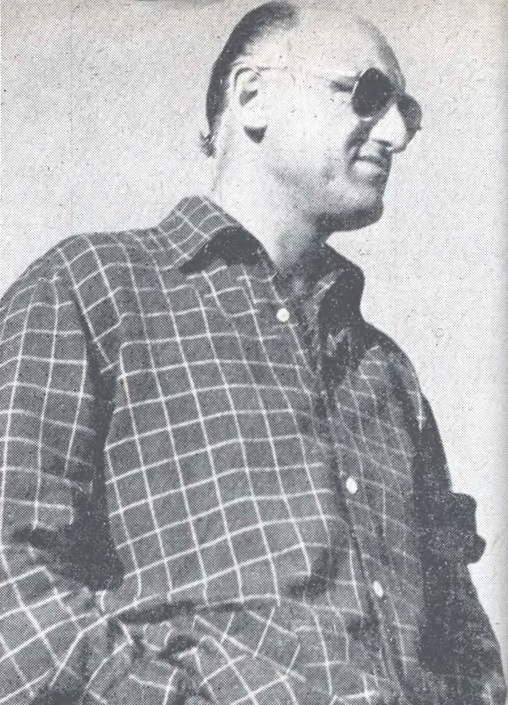
Jerzy Kawalerowicz (1969), reżyser filmu

Śmierć prezydenta została wyprodukowana przez Zespół Filmowy „Kadr”. Reżyserem filmu był kierownik artystyczny zespołu, Jerzy Kawalerowicz. Na pomysł realizacji filmu o morderstwie Gabriela Narutowicza reżyser wpadł jeszcze w latach 60., ale za rządów Władysława Gomułki nie było jeszcze możliwe powstanie dzieła choćby mimochodem wspominającego o jednej z kluczowych postaci zdarzeń, Józefie Piłsudskim. Po objęciu steru władzy przez Edwarda Gierka, dysponując archiwalnymi dokumentacjami wydarzeń, Kawalerowicz napisał scenariusz wraz z krytykiem Bolesławem Michałkiem, również pracownikiem „Kadru”. Częściowo produkcja filmu była możliwa dlatego, że Kawalerowicz cieszył się reputacją oddanego członka Polskiej Zjednoczonej Partii Robotniczej.
Zdjęcia do filmu zrealizowali Witold Sobociński i Jerzy Łukaszewicz, którzy stylizowali ujęcia na materiały z kronik filmowych i zdjęć prasowych z tamtego okresu. Film wyróżniał się dynamicznym ruchem kamery, adekwatnym do gwałtowności sporów politycznych.
Głównego bohatera zagrał Zdzisław Mrożewski, natomiast Niewiadomskiego odegrał Marek Walczewski, posługujący się kwestiami autentycznie wypowiedzianymi przez malarza podczas procesu karnego. W rolę Józefa Piłsudskiego, który przekazał Narutowiczowi władzę nad krajem w 1922 roku, wcielił się Jerzy Duszyński. Historyk Mikołaj Mirowski zauważał, że Piłsudski w interpretacji Duszyńskiego „mówi z zaciągiem, ewidentnie widać, że jest człowiekiem z Kresów i Wileńszczyzny […]. Żaden inny filmowy Piłsudski ani przed Duszyńskim, ani potem, nie będzie tego robił”. W rolę marszałka Macieja Rataja wcielił się Tomasz Zaliwski, który był bardzo podobny do tej postaci historycznej. 
Część scen filmu powstawała w oryginalnych przestrzeniach – Belwederze, Łazienkach Królewskich, Zachęcie oraz na Krakowskim Przedmieściu i Placu Trzech Krzyży. Część zaś nakręcono w centrum Warszawy, na kilka dni paraliżując komunikację z powodu uwzględnienia scen masowych. Jedynie sceny z Sejmu powstawały w atelier Wytwórni Filmów Fabularnych w Łodzi. Premiera filmu odbyła się 10 października 1977 roku.

## Odbiór

### Opinie krytyków
W chwili premiery Śmierć prezydenta była przyjmowana przeważnie pozytywnie. Krytycy byli pod wrażeniem formy filmu; Krzysztof Teodor Toeplitz upatrywał w nim „rekonstrukcji dokumentalnej”, podczas gdy Zygmunt Kałużyński pisał, że autorzy posłużyli się „konwencją filmowej kroniki”. Wiktor Woroszylski twierdził: „Obraz ten boli i budzi dumę zarazem, irytuje i zachwyca, nade wszystko zaś daje do myślenia”. Z drugiej strony, Aleksander Ledóchowski z pisma „Film” zarzucał filmowi „piekielną arbitralność” oraz zbyt wielką kondensację treści, która jego zdaniem „budzi niedosyt”.
Prawicowi krytycy, zwłaszcza po transformacji ustrojowej, stawiali twórcom jeden zarzut wynikający z czasu powstania filmu: faworyzowanie określonego środowiska politycznego. Zdaniem Łukasza Jasiny Kawalerowicz i Michałek jednoznacznie przedstawili działaczy Polskiej Partii Socjalistycznej jako ludzi bez skazy, wyolbrzymiając rolę komunistów (zwłaszcza Stanisława Łańcuckiego) w wydarzeniach z 1922 roku. Jasina jednak zaznaczał przy tym, że:
był to film mało zideologizowany, bardzo rekonstrukcyjnie przedstawiający rzeczywistość, pokazujący wrogów Narutowicza w nieco wykrzywionym świetle, ale jednak dający im prawo do ich racji. Był to również film pokazujący niezwykłą rolę Józefa Piłsudskiego, w całym tym procesie, jego centralne miejsce w życiu politycznym II RP.

### Analizy i interpretacje
Zdaniem filmoznawcy Jana Reka Śmierć prezydenta, pomimo okresu powstania, zachowała swoją aktualność. Kawalerowicz i Michałek, jak pisze Rek, przypisali winę za śmierć Narutowicza nie tylko Niewiadomskiemu, lecz całemu systemowi prawnemu i politycznemu II Rzeczypospolitej, który: 
umożliwiał partiom politycznym dążenie do zajęcia monopolistycznej pozycji, a potem z góry przyznawał słuszność w politycznych sporach – pod groźbą kierowania pod adresem przeciwników oskarżeń o sprzeniewierzenie się racji stanu czy nawet zdradę ojczyzny. W atmosferze swarów i zamknięcia się na argumenty politycznych antagonistów tylko dlatego, że opatrzone są ideologicznie „wrogą” etykietą, dochodzi do narodzin ideologii dominującej. Wtedy jedna siła polityczna bierze wszystko. 
W tym sensie Śmierć prezydenta nie opowiadała jedynie o przeszłości, ale również wpisywała się w dyskusję porównywalną z dziełami kina moralnego niepokoju o wymowie politycznej, np. Człowiekiem z marmuru (1976) Andrzeja Wajdy i Barwami ochronnymi (1976) Krzysztofa Zanussiego. Choć Kawalerowicz pozornie bronił politycznego status quo z lat 70., jego utwór mógł być interpretowany na wspak – jako apel ku pluralizmowi politycznemu. Monika Piotrowska zauważała, że Śmierć prezydenta demonstrowała „doskonałe” posłużenie się wiedzą źródłową oraz rzetelnie wyjaśniała okoliczności mordu na Narutowiczu. Piotr Zwierzchowski argumentował, że film Kawalerowicza miał wymowę uniwersalną: 
dzięki historycznej rekonstrukcji pojawiały się pytania o władzę, demokrację, państwo, wartości, mechanizmy, emocje itd. Dzięki równolegle prowadzonym wątkom prezydenta i jego zabójcy Eligiusza Niewiadomskiego, tworzącym precyzyjną, podporządkowaną dramaturgii wydarzeń strukturę swoistego thrillera politycznego, Kawalerowicz pozwalał przedstawić swoje racje obu stronom, dając w ten sposób Polakom lekcję o sensie demokracji, nieobecnej w Polsce w latach 70.
Tadeusz Sobolewski w retrospektywnej recenzji z 2019 roku, niedługo po zabójstwie prezydenta Gdańska Pawła Adamowicza, podkreślał iż „jesteśmy wciąż w tym samym kraju, bez doświadczenia demokracji, w którym przeciwnik polityczny nie ma właściwie racji bytu”. Sobolewski pisał, że Śmierć prezydenta to „film o polskim hejcie. Terrorysta Niewiadomski […] realizuje to, do czego prowadziły kolejne uderzenia nienawiści, narastające lawinowo, choć wyrażające się w formie tak niby niewinnej, jak bitwa na kule śnieżne, którymi studenci rzucają w prezydenta”. Zdaniem Sebastiana Smolińskiego Kawalerowicz przedstawił bieg wydarzeń „w charakterystycznym dla siebie chłodnym i eleganckim stylu”.

## Nagrody
| Rok  | Festiwal/instytucja                                         | Nagroda                                          | Nominowani         | Wynik   |
| ---- | ----------------------------------------------------------- | ------------------------------------------------ | ------------------ | ------- |
| 1977 | Festiwal Polskich Filmów Fabularnych                        | Nagroda Specjalna Jury                           | Jerzy Kawalerowicz | Wygrana |
| 1977 | Festiwal Polskich Filmów Fabularnych                        | Nagroda za dźwięk                                | Jerzy Blaszyński   | Wygrana |
| 1978 | Dyskusyjny Klub Filmowy w Świebodzinie                      | Samowar, Nagroda Entuzjastów Kina                | Jerzy Kawalerowicz | Wygrana |
| 1978 | Międzynarodowy Festiwal Filmowy w Berlinie                  | Srebrny Niedźwiedź za reżyserię                  | Jerzy Kawalerowicz | Wygrana |
| 1978 | Międzynarodowy Festiwal Filmów Historycznych w Kordobie     | Nagroda Krytyki                                  | Jerzy Kawalerowicz | Wygrana |
| 1978 | Festiwal Filmowy Ludzi Pracy w Czechosłowacji               | Nagroda Specjalna za reżyserię                   | Jerzy Kawalerowicz | Wygrana |
| 1978 | Klubu Krytyki Filmowej Stowarzyszenia Dziennikarzy Polskich | Syrenka Warszawska w kategorii filmu fabularnego | Jerzy Kawalerowicz | Wygrana |
| 1979 | Międzynarodowy Festiwal Filmowy w Kadyksie                  | I Nagroda                                        | Jerzy Kawalerowicz | Wygrana |